# Cayo Sempronio Graco
Cayo o Gayo Sempronio Graco  (c. 154-121 a. C.) fue un político y militar romano del siglo II a. C., miembro de una notable familia senatorial de la gens Sempronia y hermano de Tiberio Graco.
Formó parte de la comisión agraria creada por su hermano, a pesar de su juventud, y estaba sirviendo en Hispania cuando aquel fue asesinado. Siguió una política de confrontación con la oligarquía aristocrática que dirigía el Senado, que a su vez trató de impedir su carrera pública prolongando su estancia en provincias, enjuiciándole y oponiéndole a sus colegas tribunicios. Durante su primer tribunado plebeyo hizo aprobar una ley por la que todos los ciudadanos residentes en Roma tenían derecho a una ración mensual gratis de trigo; así, se ganó las simpatías del pueblo y atrajo a la ciudad a numerosos campesinos empobrecidos. Su popularidad decayó tras su reelección, cuando presentó una ley para conceder la ciudadanía romana a las comunidades latinas y el estatus latino a los aliados itálicos. La frontal oposición a estas medidas de los optimates, que emplearon a su colega Marco Livio Druso para vetar su actuación y debilitar su influencia, y su ausencia de Roma organizando la colonia en Cartago impidieron que fuese elegido para un tercer cargo tribunicio consecutivo. Declarado enemigo del Estado por el Senado, se suicidó asistido por un esclavo y sus posesiones fueron confiscadas.
Destacó por sus cualidades oratorias, calificadas de vigorosas y apasionadas, aunque también demostró un considerable autocontrol y talento persuasivo. Tras su muerte, recuperó el favor del pueblo romano que le levantó estatuas, consagró el lugar donde fue encontrado su cuerpo y ofrecía sacrificios diarios a los dioses en su honor.

## Nacimiento y familia
Cayo Graco nació a finales del año 154 a. C. o principios del siguiente  en una familia senatorial de origen plebeyo, los Sempronios Gracos (una rama de la gens Sempronia), que llevaba un siglo dando cónsules a la República. Su padre, Tiberio Sempronio Graco, fue un importante miembro de la oligarquía senatorial, dos veces cónsul, gobernador en Hispania y en Córcega-Cerdeña, censor y embajador en Grecia y Asia Menor. Su madre, Cornelia, era hija de Escipión el Africano y fue tomada en la Antigüedad como un ejemplo de matrona romana.
Tuvo once hermanos, de cuales solo Tiberio Sempronio Graco y Sempronia llegaron a la edad adulta. El primero impulsó una ley agraria contestada por la oligarquía y murió linchado por los líderes del Senado que se oponían a sus reformas. La segunda estuvo casada con su primo, Escipión Emiliano, en un matrimonio infeliz que no tuvo descendencia.
Cayo Graco, al igual que su hermano, escogió esposa fuera del círculo de los Escipiones. La elegida fue Licinia, la menor de las hijas de Publio Licinio Craso Dives Muciano, con quien tuvo dos hijos. El mayor, un varón homónimo de su padre, murió en su juventud poco después de él; la menor, Sempronia, fue esposa de Décimo Junio Bruto, por lo que se la tiene por madre de Bruto Albino, uno de los tiranicidas.

## Inicio de su carrera pública
Inició su carrera política sirviendo como Tribunus Militum en 134-132 a. C., durante la guerra contra Numancia, a las órdenes de su pariente, y más tarde enemigo, Escipión Emiliano, al tiempo que su hermano Tiberio Sempronio Graco desempeñaba el puesto de tribuno de la plebe, desarrollando las medidas de reforma agraria. Durante el asedio de Numancia, su hermano lo llamó para formar parte de la comisión de reparto de tierras. Así, en el año 133 a. C. fue elegido miembro de la comisión agraria (de los IIIviri agris dandis adsignandis iudicandis), cargo que ejercería hasta su muerte. Ese mismo año, Tiberio moría cerca del Capitolio en una confrontación armada con los conservadores dirigidos por su primo Publio Cornelio Escipión Nasica Serapión. A los veintidós años, Gayo Graco se convirtió en heredero político de su hermano y propietario del inmenso patrimonio de los Gracos.
Defendió públicamente a Vetio en relación con las persecuciones de los partidarios de su hermano Tiberio (132 a. C.), apoyando poco después el proyecto del tribuno Papirio Carbón para lograr la interacción del tribunado, lo que le enfrentaría a Escipión (131 a. C.).
Cayo fue nombrado cuestor del cónsul Lucio Aurelio Orestes en Cerdeña en 126 a. C., isla en la que permanecería como procuestor en 125-124 a. C. Las acusaciones por su mala gestión durante su magistratura así como por instigar a la rebelión en la colonia de Fregellae, formuladas contra él por la oposición senatorial, resultaron completamente inútiles.

## Tribunado de la plebe y reformas sociales
En 123 a. C. fue elegido tribuno de la plebe y continuó los proyectos políticos que Tiberio no pudo llevar a cabo, introduciendo algunas reformas en la constitución para intentar poner en marcha la reforma agraria. 
Entre sus primeros proyectos de ley destacan: 
- La lex ab actis por la cual un magistrado destituido por el pueblo quedaba excluido para investir cualquier otra magistratura, en un intento de mejorar las condiciones de la acción tribunicia contra la voluntad de la mayoría senatorial.
- La lex de capite civis, también conocida como lex Sempronia de provocatione, propuso llevar a juicio a quien hubiese hecho ajusticiar a ciudadanos sin habérseles permitido apelar al pueblo, lo que había ocurrido en el caso de su hermano.
- La lex ne quis iudicío circunveniatur, muy relacionada con la anterior, preveía el encarcelamiento de todo magistrado que interfiriese para lograr la condena de un inocente.
Pero sus tres grandes leyes, votadas en 122 a. C. fueron sin duda:
- La ley agraria, por la que se volvía a dotar a la comisión triunviral de sus poderes jurídicos, lo que permitió que la comisión recibiera poderes para disponer del ager publicus de las provincias.

- La ley frumentaria que obligaba al Estado a vender a la población romana cereal a un precio uniforme y bajo.

- La ley judicial, por desgracia mal conocida, que abolía la lex Calpurnia de 149 a. C. y ordenaba el reclutamiento de los jueces de los tribunales sólo entre ciudadanos que no perteneciesen al orden senatorial, lo que, sin duda, beneficiaba a los miembros del orden ecuestre.

En relación con los objetivos de esta última ley fue promulgada una lex Sempronia de vectigalibus por la cual en lo sucesivo los recursos procedentes de Asia serían arrendados en Roma mediante subasta, favoreciendo así a los influyentes y corruptos publicanos, que con el arrendamiento de la recaudación e impuestos en esta provincia de Asia, la sometían a un saqueo monstruoso a la luz de todas las fuentes.
Cayo Graco llevó a cabo reformas importantes de carácter constitucional como la lex de Provínciís consularibus, que obligaba al Senado a determinar con antelación los comicios, cuáles habrían de ser las provincias senatoriales y pretorias, y una lex militaris, que eximía a los menores de diecisiete años de prestar el servicio militar. Su programa para la construcción y reparación de calzadas en toda la península itálica desarrolló los recursos económicos y proporcionó trabajo a la clase más pobre.

## La oposición a sus reformas y su muerte

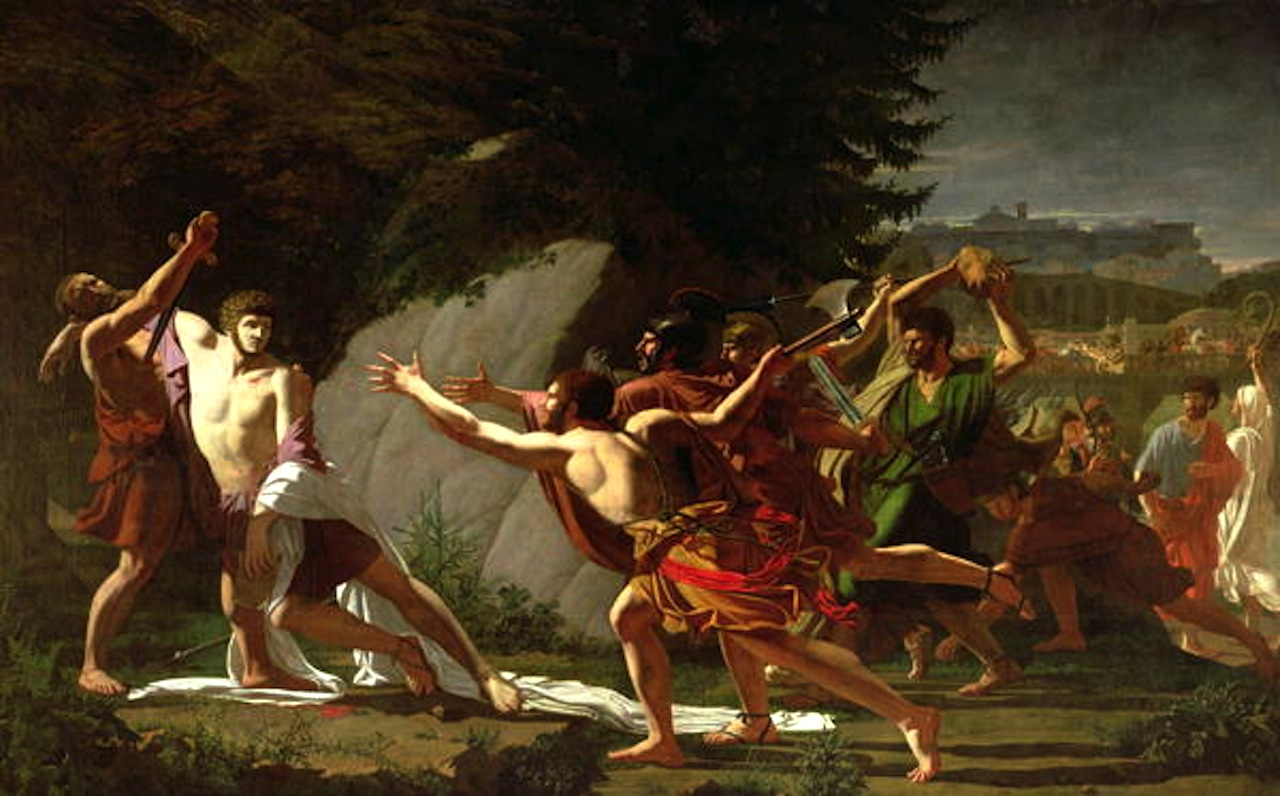
La muerte de Cayo Graco, por François Topino-Lebrun (1798).

La oligarquía senatorial, impotente ante la transformación en leyes de estos proyectos, encontró finalmente el momento y el medio de deshacerse de un tribuno tan peligroso para sus intereses. En 122 a. C., cuando Cayo Graco se encontraba en Cartago fundando en sus proximidades la colonia de Junonia, el tribuno de la plebe Marco Livio Druso, colaborador de la oposición, presentó una serie de proyectos demagógicos -irrealizables en su mayoría- que logró no sólo enrarecer el ambiente político al regreso de Cayo, sino minar muy considerablemente su popularidad.
La Rogatio Sempronia de sociis et nomine Latino, que proponía la ciudadanía a los aliados latinos y el derecho de sufragio a los itálicos fue su último proyecto y desencadenó una violenta oposición senatorial. En el mismo año 122 a. C., cuando se iba a discutir la Rogatio Minucia, Cayo preparaba su tercera elección como tribuno de la plebe (cosa inaudita), junto con Marco Fulvio Flaco. Sin embargo, perdieron la elección, y antes que resignarse a ver su programa político detenido por la oposición conservadora, trataron de imponerse por medio de la violencia.
El Senado decretó por primera vez un senatus consultum ultimum que otorgaba poderes extraordinarios a los cónsules Quinto Fabio Máximo Alobrógico y Lucio Opimio para contener los disturbios y restablecer el orden. Flaco y Graco fueron declarados enemigos de la República: el primero murió junto con sus hijos y el segundo huyó con su fiel esclavo Filócrates, al cual ordenó que le matara cuando se encontraban escondidos en el bosque de Furrina, en las laderas del Janículo, una colina situada en la ribera oeste del río Tíber.
Los últimos seguidores de Graco, refugiados en el Aventino, no pudieron resistir el asalto de las fuerzas consulares. A continuación, tres mil partidarios de Graco fueron ejecutados y sus propiedades confiscadas.[cita requerida] Una serie de leyes promulgadas en los siguientes años, como la llamada lex Thoria, destruyó la obra de los Gracos. Sin embargo, con la quiebra de la fortaleza inmemorial mos maiorum -la práctica establecida-, la política romana nunca volvería a ser la misma, y, cerrada la posibilidad de reformas internas de la propia República, el régimen republicano se vendría abajo por completo antes de un siglo.